# 卢西塔诺斯足球俱乐部
卢西塔诺斯足球俱乐部（葡萄牙語：FC Lusitanos），安道尔首都安道尔城的一个足球俱乐部。该俱乐部成立于1999年，现在参加安道尔足球甲级联赛。该俱乐部从名称、队徽、球衣乃至支持者、赞助商都具有强烈的葡萄牙印记，如该球队的徽章类似葡萄牙足球协会，球衣类似葡萄牙国家足球队。在俱乐部创建初期，该队的球员、主教练、赞助商多来自葡萄牙。
在2019-20賽季初期，路施坦奴斯宣布由尼爾森·費雷拉（Nelson Ferreira）接任新任主席，原主席安東尼奧·達席爾瓦（Antonio da Silva）轉任榮譽主席職務。俱樂部同時聘請佩德羅·安東尼奧·維埃拉（Pedro António Vieira）擔任新任總教練，此人事變動旨在強化球隊競爭力以重返安道爾甲級聯賽。佩德羅·安東尼奧·維埃拉的到任初期曾引發球迷期待，但後續發展顯示此舉未能扭轉俱樂部頹勢。然而2020年1月，國際足協因俱樂部在前一賽季涉及財務違規問題，祭出禁止球員註冊的轉會禁令，此制裁持續至2021年夏季轉會窗口。同年3月，安道爾足球協會更因俱樂部連續三場正式比賽未派員參賽，裁定取消其聯賽資格。財務危機持續惡化下，俱樂部最終於2020年停止運作。後續法律程序顯示，安道爾司法總署（SAIG）於2021年9月對俱樂部執行4,000歐元資產凍結，此舉正式標誌著俱樂部進入法律清算階段。

## 榮譽
- 安道爾甲組足球聯賽： 2
  - 2011–12，2012–13
- 宪法杯： 1
  - 2001–02
- 安道爾超級盃： 1
  - 2012
- 安道爾乙組足球聯賽： 1
  - 1999–00

## 歐戰紀錄
截止2015年5月18日
| 球季    | 比賽           | 圈數         | 球會       | 主場 | 作客 | 合計 |  |
| ------- | -------------- | ------------ | ---------- | ---- | ---- | ---- |  |
| 2010–11 | 歐霸盃         | 外圍賽第一圈 | 拉博特尼基 | 0–6  | 0–5  | 0–11 |  |
| 2011–12 | 歐霸盃         | 外圍賽第一圈 | 瓦拉日丁   | 0–1  | 1–5  | 1–6  |  |
| 2012–13 | 歐洲聯賽冠軍盃 | 外圍賽第一圈 | 華列達     | 0–1  | 0–8  | 0–9  |  |
| 2013–14 | 歐洲聯賽冠軍盃 | 外圍賽第一圈 | 史特梅爾   | 2–2  | 1–5  | 3–7  |  |
| 2015–16 | 歐霸盃         | 外圍賽第一圈 | 韋斯咸     | 0–1  | 0–3  | 0–4  |  |